# 小林麻紀

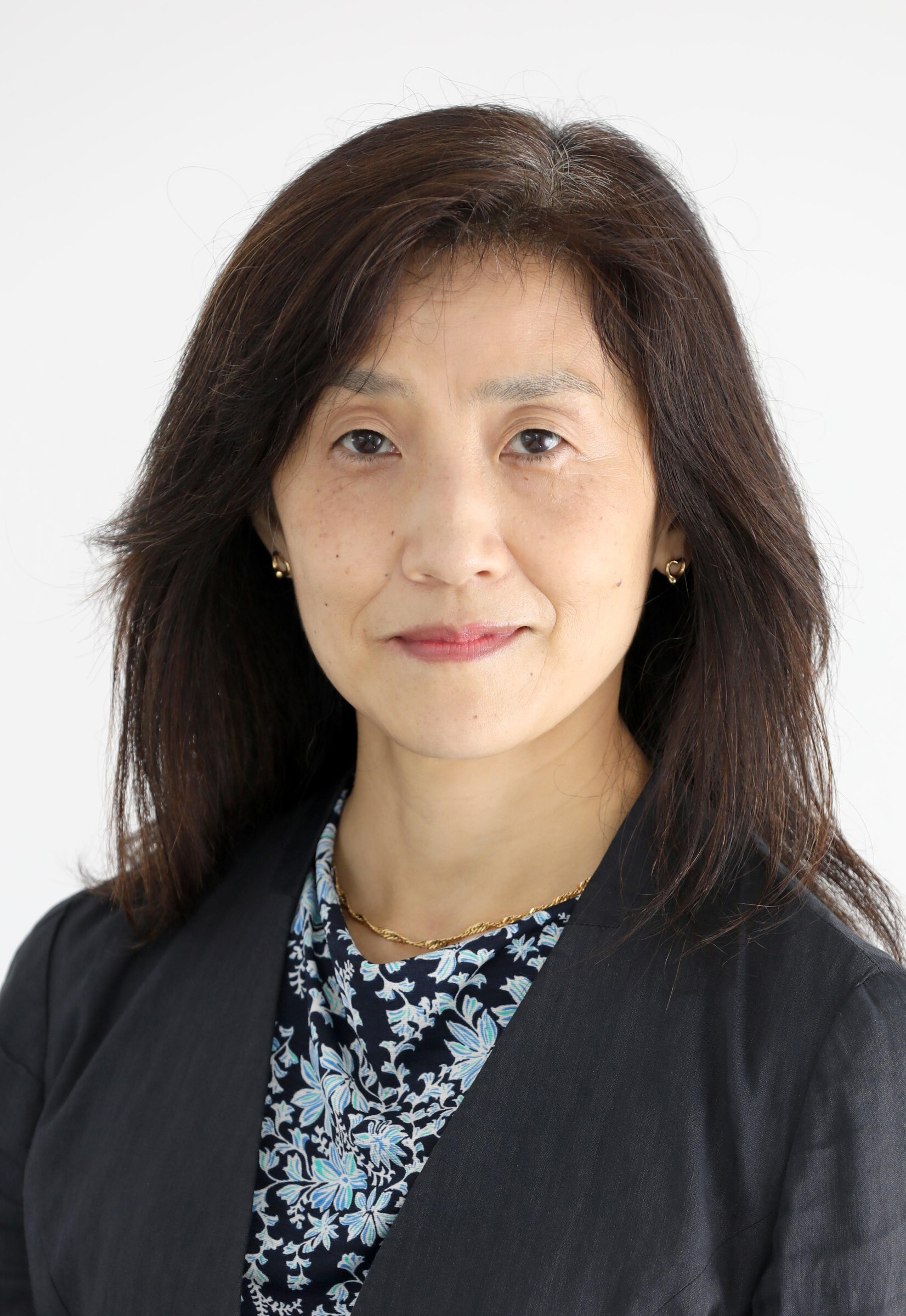

小林 麻紀（こばやし まき、1966年8月5日 - ）は、日本の外交官。内閣広報官。

## 人物
東京都出身。1990年京都大学法学部卒業後、外務省入省。
経済協力開発機構日本政府代表部参事官、在マレーシア日本国大使館参事官、
外務省大臣官房総務課外交記録・情報公開室長、国際法局経済条約課長、中南米局中米カリブ課長、欧州局政策課長、東京五輪組織委員会広報局長等を経て、2021年中南米局長。2023年外務報道官。香港立法会で可決した国家安全条例に対し「重大な懸念」を表明した。
2024年内閣広報官。